# Dagabo Scotty
Dagabo Scotty – nauruański polityk, członek Lokalnej Rady Samorządowej Nauru w latach 50. XX wieku. Reprezentant okręgu wyborczego Ubenide.